# Georg Brunow
Georg Brunow (24. Dezember 1861 in Berlin – 21. Juni 1924) war ein deutscher Theaterschauspieler und Theaterintendant.

## Leben
Der Sohn eines königlichen Regierungsgeometer begann erst 1899 seine Bühnenlaufbahn bei einer ostpreußischen Reisegesellschaft. Er blieb jedoch nur wenige Monate bei derselben. Nachdem er in Bremerhaven (1889 und 1890), Elbing, Glogau (1890 und 1891) und Koblenz (1891 und 1892) gewirkt hatte, trat er in den Verband des Stadttheaters Straßburg, wo er zehn Jahre tätig war. 1902 nahm der Künstler als „Wallenstein“ Abschied von Straßburg, um einem Ruf an das Leipziger Stadttheater zu folgen. Dort verblieb er bis mindestens 1906. 1914 war er Intendant in Kiel. Sein weiterer Lebensweg ist unbekannt.